# ۳۱ اوت
۳۱ اوت دویست و چهل و سومین روز سال در گاه‌شماری میلادی (دویست و چهل و چهارمین در سال کبیسه) است. ۱۲۲ روز تا پایان سال باقی‌است.

## رویدادها
- ۱۶۰۸ - احداث ایالت کبک.
- ۱۸۷۶ - عبدالحمید دوم سلطان امپراتوری عثمانی شد و برادرش مراد پنجم عزل شد.
- ۱۹۲۰ - نیروهای لهستانی، در جنگ کومارو ارتش سرخ بولشویک را شکست دادند.
- ۱۹۳۹ - آغاز نخستین دورهٔ جشنواره جهانی فیلم کن در فرانسه.
- ۱۹۵۷ - مالزی - روز ملی روز استقلال در کشورهای مشترک‌المنافع.
- ۱۹۶۲ - ترینیداد و توباگو - روز استقلال از بریتانیای کبیر.
- ۱۹۹۰ - وحدت دو آلمان.
- ۱۹۹۱ - قرقیزستان - روز استقلال از اتحاد جماهیر شوروی.
- ۱۹۹۲ - پاسکال لیسوبا به عنوان رئیس‌جمهور جمهوری کنگو منصوب شد.

## زادروزها
- ۱۲ - کالیگولا، (گایووس سزار)، چهارمین امپراتور روم. (درگذشتهٔ ۴۱)
- ۱۶۱ - کومودوس، امپراتور روم.
- ۱۸۳۴ - آمیلکار پونچیلی، موسیقی‌دان و آهنگساز ایتالیایی. (درگذشتهٔ ۱۸۸۶)
- ۱۹۰۸ - ویلیام سارویان، نویسندهٔ آمریکایی. (درگذشتهٔ ۱۹۸۱)
- ۱۹۱۸ - آن جی لرنر، آهنگساز آمریکایی. (درگذشتهٔ ۱۹۸۶)
- ۱۹۳۶ – آلبرتو آسیرلی، دوچرخه‌سوار اهل ایتالیا (د. ۲۰۱۷)
- ۱۹۸۲ - پپه رینا، فوتبالیست اسپانیایی.
- ۱۹۸۵ - الهام علی، بازیگر سعودی.[۱]

## مرگ‌ها
- ۱۶۸۸ - جان بونیان، نویسندهٔ آمریکایی. (زادهٔ ۱۶۲۸)
- ۱۹۶۳ - جرج اف براک، نقاش فرانسوی. (زادهٔ ۱۸۸۲)
- ۱۹۹۷ - دایانا، شاهدخت ولز، شاهدخت بریتانیایی و عضو خانواده سلطنتی. (زاده ۱۹۶۱)